# 2386 Никонов
2386 Никонов (енгл. 2386 Nikonov) је астероид главног астероидног појаса са пречником од приближно 12,65 .
Афел астероида је на удаљености од 3,254 астрономских јединица (АЈ) од Сунца, а перихел на 2,378 АЈ.
Ексцентрицитет орбите износи 0,155, инклинација (нагиб) орбите у односу на раван еклиптике 9,074 степени, а орбитални период износи 1726,549 дана (4,727 године).
Апсолутна магнитуда астероида је 12,20 а геометријски албедо 0,145.
Астероид је откривен 19. септембра 1974. године.